# Tikkuri (centre commercial)
Tikkuri est un centre commercial du quartier de Tikkurila à Vantaa en Finlande.

## Présentation
Le centre commercial construit à côté de la gare de Tikkurila a deux étages et plus de trente magasins dont quelques épiceries, une pharmacie, des restaurants et un Pelaamo de Veikkaus.
Depuis 2019, Posti est aussi installé dans les locaux du centre commercial .
La construction de la première partie de 6 000 mètres carrés de Tikkuri est achevée en 1984, et la deuxième partie est ouverte en 1991.
Citycon a acquis Tikkuri en 1999.
En août 2017, Citycon a annoncé la vente du centre commercial à la société d'investissement américaine Cerberus Capital Management, et Tikkuri a été transféré à Cerberus en novembre 2017,.

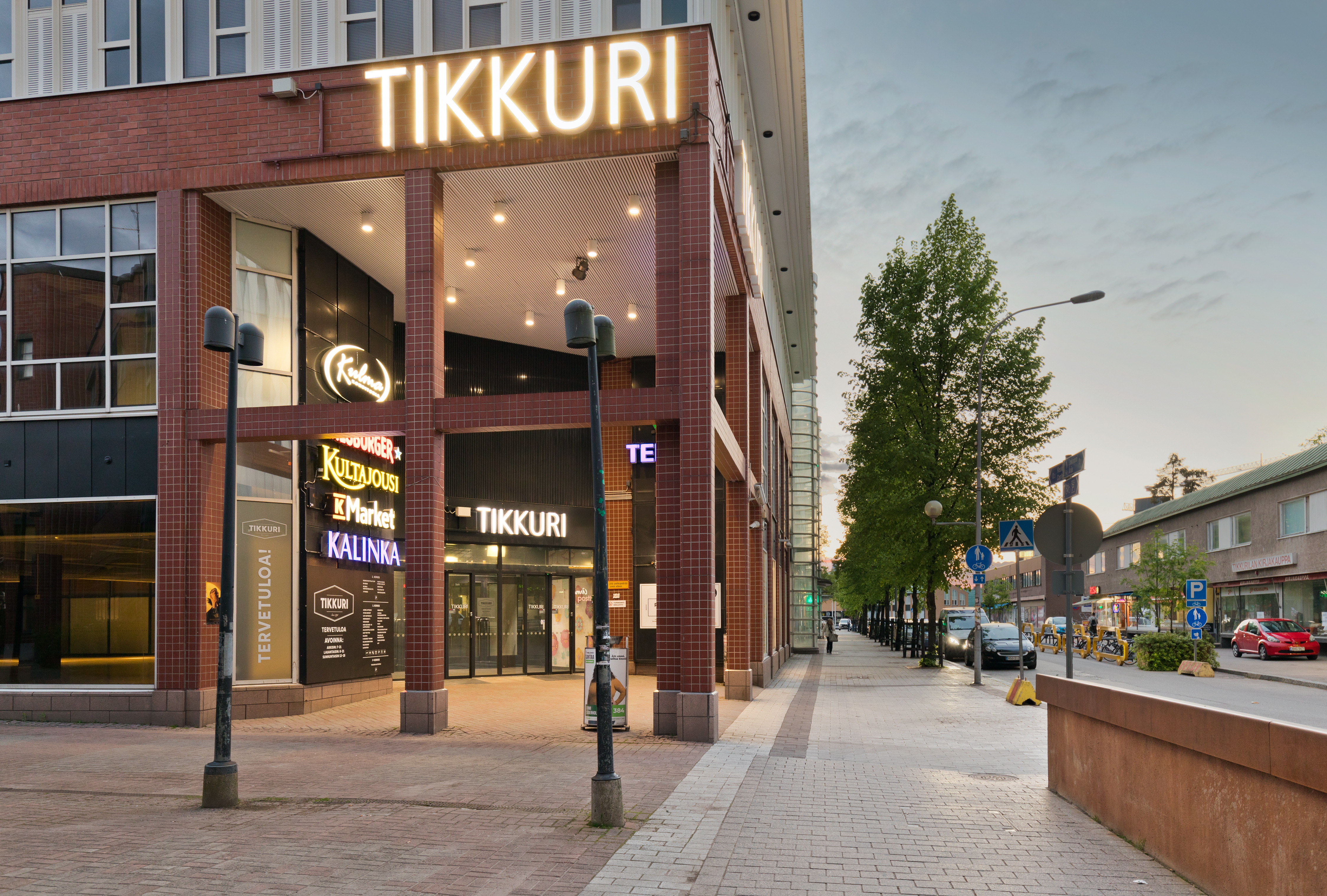

## Projets
Le propriétaire de Tikkuri a demandé un changement de plan d'urbanisme, dans lequel le centre commercial serait démoli et remplacé par un nouveau îlot du centre-ville. 
Le plan comprend des tours de 20 et 25 étages. 
Outre des logements, l'îlot comprendrait des locaux commerciaux et culturels, des locaux d'entreprise et une halle de marché.